# Худоерко, Валерий Николаевич
Валерий Николаевич Худоерко (род. 14 апреля 1947 года) — советский и российский гандболист и гандбольный судья, судья всероссийской и международной категорий. Мастер спорта СССР, Заслуженный работник физической культуры Российской Федерации (16 октября 2002 года).

## Биография
По некоторым данным, гандболом занялся ещё в СГТУ. Выступал за клуб «Урожай» на Всесоюзных сельских играх.
После окончания игровой карьеры занимался тренерской карьерой: тренировал женскую команду «Волжанка» (вместе с Константином Великовым) и мужскую команду Саратова, которая заняла шестое место на Спартакиаде народов РСФСР 1978 года, был председателем Саратовского областного совета ФСО «Урожай». Позже стал гандбольным судьёй, работал на многих матчах чемпионатов России, Европы и мира, а также на матчах еврокубков. Работал в паре с Юрием Литвиновым. В 2000 году обслуживал матчи Олимпиады в Сиднее, что стало высшим достижением Худоерко в карьере.
В 2000—2017 годах — председатель судейской комиссии Федерации гандбола России. Технический делегат Федерации гандбола России. Действующий председатель Федерации гандбола Саратовской области.